# Подлесе-Косьцельне
Подлесе-Косьцельне (пол. Podlesie Kościelne) — село в Польщі, у гміні Месцисько Вонґровецького повіту Великопольського воєводства.
Населення — 175 осіб (2011).
У 1975-1998 роках село належало до Познанського воєводства.

## Демографія
Демографічна структура станом на 31 березня 2011 року:
|          | Загалом | Допрацездатний вік | Працездатний вік | Постпрацездатний вік |
| -------- | ------- | ------------------ | ---------------- | -------------------- |
| Чоловіки | 95      | 19                 | 68               | 8                    |
| Жінки    | 80      | 12                 | 58               | 10                   |
| Разом    | 175     | 31                 | 126              | 18                   |